# Заслуженный работник сельского хозяйства Российской Федерации
«Заслу́женный рабо́тник се́льского хозя́йства Росси́йской Федера́ции» — почётное звание, входящее в систему государственных наград Российской Федерации.

## Основания для присвоения
Звание «Заслуженный работник сельского хозяйства Российской Федерации» присваивается высокопрофессиональным работникам агропромышленного комплекса, в том числе работникам крестьянских, фермерских хозяйств, научно-исследовательских учреждений, организаторам сельскохозяйственного производства, механизаторам, техникам-механикам, зоотехникам, агрономам, ветеринарным врачам, рабочим, инженерно-техническим и научным работникам, за личные заслуги:
- в существенном увеличении урожайности и сбора сельскохозяйственных культур, повышении плодородия земель, продуктивности скота и птицы;
- в создании на территории Российской Федерации нового производства высококачественной, экологически чистой сельскохозяйственной, животноводческой, птицеводческой и молочной продукции с применением современного высокотехнологичного оборудования, способствующего повышению качества производимой продукции, улучшению её потребительских свойств, в целях существенного замещения импорта продукции;
- в осуществлении рационализаторской и инновационной деятельности, способствующей улучшению натурального качественного состава и иммуностимулирующих свойств сельскохозяйственной, животноводческой, птицеводческой и молочной продукции, высокоэффективному функционированию производства с существенным понижением энергозатрат, повышением производительности труда и уровня экологичности;
- в повышении обеспеченности населения высококачественной, экологически чистой сельскохозяйственной, животноводческой, птицеводческой и молочной продукцией российского производства;
- в развитии экспорта высококачественной сельскохозяйственной, животноводческой, птицеводческой и молочной продукции российского производства;
- в принятии своевременных профилактических мер, направленных на борьбу с распространёнными заболеваниями растительных культур, плодовых деревьев, животных и птиц и на повышение количественных и качественных показателей производимой продукции;
- в проведении научно-практических исследований, результаты которых позволили существенно повысить производительность агропромышленного комплекса;
- в подготовке квалифицированных кадров для аграрно-промышленного комплекса.

Почётное звание «Заслуженный работник сельского хозяйства Российской Федерации» присваивается, как правило, не ранее чем через 20 лет с начала осуществления профессиональной деятельности и при наличии у представленного к награде лица отраслевых наград (поощрений) федеральных органов государственной власти или органов государственной власти субъектов Российской Федерации.

## Порядок присвоения
Почётные звания Российской Федерации присваиваются указами Президента Российской Федерации на основании представлений, внесённых ему по результатам рассмотрения ходатайства о награждении и предложения Комиссии при Президенте Российской Федерации по государственным наградам.

## История звания
Почётное звание «Заслуженный работник сельского хозяйства Российской Федерации» установлено Указом Президента Российской Федерации от 30 декабря 1995 года № 1341 «Об установлении почётных званий Российской Федерации, утверждении положений о почётных званиях и описания нагрудного знака к почётным званиям Российской Федерации». Тем же указом утверждено первоначальное Положение о почётном звании, в котором говорилось:
Почётное звание «Заслуженный работник сельского хозяйства Российской Федерации» присваивается высокопрофессиональным работникам сельского хозяйства, в том числе работникам крестьянских, фермерских хозяйств, научно-исследовательских учреждений, организаторам сельскохозяйственного производства за заслуги в увеличении урожайности и сбора сельскохозяйственных культур, повышении плодородия земель, продуктивности скота и птицы, в реализации государству и населению продукции сельского хозяйства высокого качества и работающим в области сельского хозяйства 15 и более лет.
В настоящем виде Положение о почётном звании утверждено Указом Президента Российской Федерации от 7 сентября 2010 года № 1099 «О мерах по совершенствованию государственной наградной системы Российской Федерации».

## Нагрудный знак
Нагрудный знак имеет единую для почётных званий Российской Федерации форму и изготавливается из серебра высотой 40 мм и шириной 30 мм. Он имеет форму овального венка, образуемого лавровой и дубовой ветвями. Перекрещенные внизу концы ветвей перевязаны бантом. На верхней части венка располагается Государственный герб Российской Федерации. На лицевой стороне, в центральной части, на венок наложен картуш с надписью — наименованием почётного звания.
На оборотной стороне имеется булавка для прикрепления нагрудного знака к одежде. Нагрудный знак носится на правой стороне груди.

## Переходный период
В России до принятия Указа Президента Российской Федерации от 30 декабря 1995 года № 1341 действовали правовые акты об установлении почётных званий РСФСР. После изменения наименования государства с «Российская Советская Федеративная Социалистическая Республика» на «Российская Федерация» (см. Закон РСФСР от 25 декабря 1991 года № 2094-I) в названиях всех почётных званий наименование «РСФСР» было заменено словами «Российской Федерации», таким образом, с 1992 года до 30 марта 1996 года производилось присвоение однотипного почётного звания РСФСР, существовавшего с 1972 года, с тождественным современному наименованием.